# Satelite Kingston
Satelite Kingston, también conocida como SK es una banda de ska argentina de la ciudad de Buenos Aires. Su música está directamente vinculada al sonido jamaicano más tradicional de bandas como The Skatalites o músicos como el cubano jamaicano Laurel Aitken.
Han tocado tanto en su país natal como Brasil, Chile, México y países europeos.

## Biografía
S.K. nació en 1997, año en que sacaron una cassette con cuatro temas y que les sirvió para realizar una gira por Europa y actuar en el Buenos Aires viva.
En el año 2004 participan del Álbum "Tributo a Bob Marley" en el cual reversionan los temas "Top Rankin" y "Trench Town Rock" y en el 2006 participan del "Álbum Verde", el tributo reggae a The Beatles, reversionando el tema de John Lennon Because.
En 2019, participaron en el Non Stop Ska! en Ciudad de México en 2019.
El 9 de julio de 2025, moría su cantante, la activista Araceli Julio, víctima de un cáncer. Araceli Julio, que dejó de recibir su medicación con los recortes en Sanidad realizados por el gobierno de Javier Milei, se había convertido en un referente contra las políticas que venía realizando el gobierno argentino. En ese momento se encontraba en batalla judicial por ello y la Justicia había fallado a su favor.

## Discografía
| #  | Título del Álbum       | Año  |
| -- | ---------------------- | ---- |
| 1. | "Subterrannia"         | 2000 |
| 2. | "Una Isla"             | 2003 |
| 3. | "Algo Tiene Que Pasar" | 2006 |
| 4. | "Mensajes"             | 2007 |
| 5. | "Sin Voz" (Simple)     | 2008 |
| 6. | "El enemigo".          | 2010 |
| 7. | "Todo El Tiempo"       | 2016 |